# Ilztal
Ilztal är en kommun i distriktet Weiz i förbundslandet Steiermark i Österrike. Huvudort är Prebensdorf.
Kommunen består av sju orter (Ortschaften) (inom parentes invånarantal 1 januari 2024):

- Großpesendorf (146)
- Neudorf (423)
- Nitschaberg (138)
- Prebensdorf (784)
- Preßguts (342)
- Schirnitz (86)
- Wolfgruben bei Gleisdorf (280)

Kommunen fick sin nuvarande form den 1 januari 2015 genom en sammanslagning av kommunerna Ilztal och Preßguts.